# 소노 (전한)
소노(召奴, ? ~ 기원전 160년)는 전한 전기의 제후로, 제상 소평의 아들이다.

## 생애
문제 10년(기원전 170년), 여후(侯)에 봉해졌다.
여경후 11년(기원전 160년)에 죽어 시호를 경(頃)이라 하였고, 아들 소택이 작위를 이었다.

## 출전
- 사마천, 《사기》
  - 권19 혜경간후자연표
- 반고, 《한서》
  - 권16 고혜고후문공신표